# Hydroeciodes exagitans
Hydroeciodes exagitans är en fjärilsart som beskrevs av Dyar 1919. Hydroeciodes exagitans ingår i släktet Hydroeciodes och familjen nattflyn. Inga underarter finns listade i Catalogue of Life.